# Ravascletto
Ravascletto (Ravasclêt en frioulan) est une commune italienne d'environ 600 habitants, de la province d'Udine dans la région autonome du Frioul-Vénétie Julienne en Italie.
Ravascletto-Zoncolan est une station de sports d'hiver et d'été internationale, situées dans la Carnia (Alpes Carniques), au nord de la province d'Udine, près de l'Autriche.

## Administration
| Période                                  | Période | Identité         | Étiquette                               | Qualité |
| ---------------------------------------- | ------- | ---------------- | --------------------------------------- | ------- |
| 2004                                     | 2009    | Ermes De Crignis | Floridura di Ravasclêt 2 (lista civica) |         |
| 2009                                     |         | Flavio De Stalis | Floridura di Ravasclêt 3 (lista civica) |         |
| Les données manquantes sont à compléter. |         |                  |                                         |         |

### Hameaux
Ravascletto, Salârs, Zovello

### Communes limitrophes
Cercivento, Comeglians, Ovaro, Paluzza, Sutrio